# Mặt trận giải phóng dân tộc Sandino
Mặt trận giải phóng dân tộc Sandino (tiếng Tây Ban Nha: Frente Sandinista de Liberación Nacional, FSLN) là một đảng chính trị xã hội chủ nghĩa ở Nicaragua. Đảng này được đặt theo tên của Augusto César Sandino, người lãnh đạo cuộc kháng chiến Nicaragua chống lại sự chiếm đóng của Hoa Kỳ tại Nicaragua vào những năm 1930.
FSLN hiện là đảng thống trị tại Nicaragua. FSLN thường bỏ phiếu để phản đối Đảng Tự do lập hiến (PLC) nhỏ hơn nhiều. Trong cuộc tổng tuyển cử Nicaragua năm 2006, cựu Chủ tịch FSLN, Daniel Ortega đã tái đắc cử Tổng thống Nicaragua với 38,7% phiếu bầu so với 29% của đối thủ hàng đầu của ông, đưa chính phủ Sandinista tái thống trị đất nước sau 17 năm bị các đảng khác giành lấy trong các cuộc bầu cử. Ortega và FSLN tiếp tục chiến thắng trong cuộc bầu cử tổng thống tháng 11 năm 2011 và tháng 11 năm 2016.

## Chủ tịch điều hành

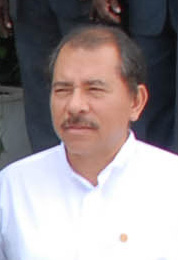
Daniel Ortega

Đảng được lãnh đạo bởi các Chủ tịch nước Cộng hòa sau đây, cụ thể là:
- Daniel Ortega 1985-1990
- Daniel Ortega 2007-2012
- Daniel Ortega 2012-2017
- Daniel Ortega 2017-hiện tại

## Lịch sử bầu cử

### Bầu cử tổng thống
| Cuộc bầu cử | Ứng cử viên   | Phiếu bầu | %      | Kết quả    |
| ----------- | ------------- | --------- | ------ | ---------- |
| 1984        | Daniel Ortega | 735.967   | 66,97% | Green tick |
| 1990        | Daniel Ortega | 579.886   | 40,82% | Red X      |
| 1996        | Daniel Ortega | 664.909   | 37,83% | Red X      |
| 2001        | Daniel Ortega | 922.436   | 42,28% | Red X      |
| 2006        | Daniel Ortega | 854.316   | 38,07% | Green tick |
| 2011        | Daniel Ortega | 1,569,287 | 62,46% | Green tick |
| 2016        | Daniel Ortega | 1.806.651 | 72,44% | Green tick |

### Bầu cử quốc hội
| Cuộc bầu cử | Lãnh đạo đảng | Phiếu bầu | %      | Ghế     | +/- | Hạng |
| ----------- | ------------- | --------- | ------ | ------- | --- | ---- |
| 1984        | Daniel Ortega | 729.159   | 66,78% | 61 / 96 | 61  | 1    |
| 1990        | Daniel Ortega | 579.723   | 40,84% | 39 / 92 | 22  | 2    |
| 1996        | Daniel Ortega | 626.178   | 36,46% | 36 / 93 | 3   | 2    |
| 2001        | Daniel Ortega | 915,417   | 42,6%  | 39 / 92 | 3   | 2    |
| 2006        | Daniel Ortega | 840.851   | 37,59% | 38 / 92 | 1   | 1    |
| 2011        | Daniel Ortega | 1,583,199 | 60,85% | 63 / 92 | 25  | 1    |
| 2016        | Daniel Ortega | 1.590.316 | 65,86% | 70 / 92 | 7   | 1    |